# Сергієнко Володимир Петрович
Сергієнко Володимир Петрович (нар. 26 жовтня 1954 року, сел. Брусилів Житомирської області, Українська РСР, СРСР) — український вчений, директор Навчально-наукового інституту перепідготовки та підвищення кваліфікації Українського державного університету імені Михайла Драгоманова, доктор педагогічних наук (2005), професор (2007), академік Академії наук вищої освіти України, Заслужений працівник освіти України (2014), почесний професор Словацького інституту, почесний професор Кам'янець-Подільського національного університету імені Івана Огієнка (2014), президент МАН Київської області.

## Життєпис

### Походження
Володимир Петрович Сергієнко народився 26 жовтня 1954 року в селищі міського типу Брусилів Житомирської області в родині службовців. Батько: Петро Степанович (1920—1985; учасник бойових дій з 1940 по 1946 рр., займав керівні посади в районі); мати: Сергієнко (Холявенко) Одарка Нестерівна (1924—2015; заступник завідувача Брусилівської аптеки, ветеран війни і праці). Володимир був третім наймолодшим за віком після двох старших сестер — Світлани (нар. 1944, працівниця закордонних дипломатичних установ СРСР) і Галини (нар. 1949, начальник зміни Київського заводу художнього скла).
Представники стародавніх родів Сергієнків (с. Соловіївка Брусилівського району) і Холявенків (смт. Брусилів):
- засновник станції юних натуралістів (нині — Національного еколого-натуралістичного центру), доктора педагогічних наук, професора Київського національного університету імені Тараса Шевченка Дмитро Лаврович Сергієнко (1911—1984), випускника педагогічного факультету (1934 р.) Київського інституту народної освіти імені М. П. Драгоманова;
- один із засновників Кіровоградського державного педагогічного університету імені Володимира Винниченка, перший завідувач кафедри фізики, проректор, декан фізико-математичного факультету, випускник фізико-математичного факультету Київського інституту народної освіти (1928 р.) Прокіп Григорович Холявенко (1904—1984);
- головний ревізор Національного банку України був Мефодій Іванович Холявенко;
- старший науковий співробітник Інституту фізичної хімії АН України, кандидат хімічних наук Клавдія Мефодіївна Холявенко (1924—2004)[4].

## Навчання
Володимир Сергієнко навчався в Брусилівській середній школі, яку закінчив із золотою медаллю у 1972 р. Із 7 класу був незмінним редактором шкільних газет, відвідував математичний гурток. Рік працював слюсарем Брусилівського відділення «Сільгосптехніка».
Вступити на фізико-математичний факультет Київського державного педагогічного інституту імені О. М. Горького за спеціальністю «Фізика», де вчать ремонтувати телевізори та є аспірантура, 18-річному Володимиру Сергієнку у 1973 році порадив Микола Данилович Березовчук, доктор історичних наук, професор, ректор Уманського педагогічного інституту у 1960 — і роки, а згодом завідувач кафедри історії СРСР і УРСР Київського державного педагогічного інституту імені О. М. Горького. Також реалізації мрії стати науковцем сприяли приклад і поради родичів. Київський педагогічний інститут Володимир Сергієнко закінчив у 1977 році з відзнакою за спеціальністю «фізика» та кваліфікацією «учитель фізики середньої школи». Під час навчання брав активну участь у студентській науково-дослідній роботі під керівництвом професора Івана Горбачука, був відмінником навчання, активістом наукової і громадської роботи. З 1975 по 1977 років працював лаборантом Науково-дослідницького сектору.
Після закінчення вишу в 1977 році направлений на роботу до с. Дзвінкове Васильківського району на посаду вчителя фізики і математики восьмирічної школи та переведений на посаду старшого лаборанта кафедри фізики КДПІ імені О. М. Горького, продовжуючи працювати в школі за сумісництвом.
З 1978 року працював завідувачем лабораторії молекулярної фізики кафедри загальної фізики. У 1980 році за рекомендацією завідувача кафедри фізики професора Віктора Дущенка вступив до аспірантури (заочна форма) за спеціальністю «теплофізика». Проводив наукові дослідження за держдоговірною тематикою в галузі дослідження електроповерхневих властивостей дисперсних систем електрокінетичними методами.
З 2001 по 2004 роки навчався в докторантурі кафедри методики фізики Національного педагогічного університету імені М. П. Драгоманова. Достроково виконав дисертаційне дослідження і захистив докторську дисертацію на тему «Теоретичні і методичні засади навчання загальної фізики у системі фахової підготовки вчителя» за спеціальністю 13.00.02 — теорія і методика навчання фізики. У 2018—2019 рр. навчався в магістратурі НПУ імені М. П. Драгоманова за спеціальністю «Комп'ютерні науки». Крім того, у січні — лютому 2019 року проходив стажування в Пряшевському університеті (Словаччина).

## Викладацька та управлінська діяльність
З 1986 по 1993 роки працював ученим секретарем кафедри загальної фізики. У 1989 році — асистент кафедри загальної фізики. 1992 року Володимир Сергієнко переведений на посаду старшого викладача кафедри загальної фізики, а через два роки — на посаду доцента. У 2007 році обійняв посаду професора кафедри загальної фізики.
У 2008 році заснував кафедру комп'ютерної інженерії та освітніх вимірювань, яку очолював до 2016 року. Одночасно, у 2008—2011 рр. працював заступником директора Інституту інформатики Київського педагогічного інституту. У 2011 був призначений заступником першого проректора з науково-методичної роботи, головою науково-методичної ради і членом Вченої ради університету, директором Центру моніторингу якості освіти. Здійснював керівництво Центром моніторингу якості освіти та Науково-методичною радою НПУ імені М. П. Драгоманова. У вересня 2016 р. був призначений деканом факультету перепідготовки і підвищення кваліфікації (наразі — Навчально-науковий інститут перепідготовки та підвищення кваліфікації Українського державного університету імені Михайла Драгоманова), де працює і дотепер. Забезпечив самоокупність очолюваного ним підрозділу — у 2016—2024 рр. від Інституту надійшло надходжень на рахунок університету за усіма видами освітніх і наукових послуг на суму понад 70 млн грн..
Викладає для студентів фізико-математичних, інформатичних та інженерно-педагогічних спеціальностей курси «Загальна фізика», «Основи наукових досліджень з фізики», «Наукові основи конструювання тестів», «Комп'ютерні технології в тестуванні», «Методика викладання фізики у загальноосвітніх навчальних закладах» тощо. Розробив методичне забезпечення цих курсів: навчальні програми, дидактичні карти, навчально-методичні і мультимедійні посібники, тестові матеріали тощо.
Вперше в університеті організував перепідготовку фахівців за 15 освітніми програмами на умовах перехресного вступу. В інституті, який очолює Володимир Сергієнко, організовано систему підвищення кваліфікації учителів для реалізації концепції «Нова українська школа», цифрової трансформації освіти, STEAM — навчання. Також відкриті нові напрями підвищення кваліфікації державних службовців, безробітних, зареєстрованих в Київському міському центрі зайнятості,
працівників бізнес-структур.

## Наукова діяльність
Навчався в аспірантурі за спеціальністю «Теплофізика» (1980—1984 рр.). Тема кандидатської дисертації «Оптимізація лабораторного практикуму з курсу загальної фізики у педагогічних інститутах» (захистив 22 червня 1993 р.). Протягом 2001—2004 рр. навчався в докторантурі за спеціальністю «Теорія і методика навчання фізики» і достроково подав на розгляд кафедри (вересень 2004 р.) докторську дисертацію «Теоретичні та методичні засади навчання загальної фізики у системі фахової підготовки вчителя» (захистив 25 жовтня 2005 р., науковий консультант академік Микола Шут). Доктор педагогічних наук за спеціальністю 13.00.02 — теорія і методика навчання фізики (з 09.02.06 р.), має звання професора кафедри загальної фізики (з 2007 р.), дійсний член академії наук вищої освіти України (з 2011 р.).
Міжнародним визнанням наукових досягнень Сергієнка В. П. стала перемога в конкурсі грантів за програмою Європейського Союзу TEMPUS — IV (2009—2012 рр.) і відзначення Національним Темпус — офісом його проекту «Освітні вимірювання, адаптовані до стандартів ЄС» як зразкового за результатами виконання. Це також сприяло активізації міжнародної діяльності викладачів, докторантів, аспірантів і студентів.
Розробник Концепції розвитку інституту Інформатики (2008 р.), Положення про інститут (2008 р), Положення про комп'ютерну діагностику знань студентів університету (2011—2016 рр.), планів роботи університету (2011—2013 рр.), матеріалів для ліцензування нового напряму підготовки 6.040302 "Інформатика* (2008 р.). Вперше в Україні ліцензував, акредитував і успішно впровадив нову спеціальність магістерської підготовки 8.18010022 Освітні вимірювання (2010), що сприяло ефективному впровадженню зовнішнього незалежного оцінювання. Впровадив в університеті нові напрями підготовки фахівців з ІТ сфери, на базі заснованої ним кафедри комп'ютерної інженерії. Створив комп'ютеризовану лабораторію фізики (2012).
Заступник голови спеціалізованої вченої ради із захисту докторських дисертацій (2007—2012 рр.), член спеціалізованих вчених рад.
Під час керівництва Центром моніторингу якості освіти Університету в 2011—2017 роках створив за результатами проєкту МОН України «Інформаційно-аналітична система самооцінювання освітньої діяльності педагогічних університетів» (2015—2016) автоматизовану університетську систему «Рейтинг», що ефективно працює і досі під час підведення підсумків діяльності викладачів і підрозділів за кожен навчальний рік.
Член редколегії наукових часописів УДУ імені Михайла Драгоманова «Комп'ютерно орієнтовані системи навчання», «Педагогічні науки», Вісника «ТІМО: Тестування і моніторинг в освіті», «Інформатика та інформаційні технології», «Вища школа України». Відповідальний за випуск і науковий редактор низки наукових видань. Керівник секції фізики Київського територіального відділення МАН України (2006—2007). Президент МАН Київської області (2011—2021).
Науковий напрям «Зміст, форми, методи і засоби фахової підготовки вчителів». Досліджуючи проблеми дидактики фізики вищої школи, використання комп'ютерних технологій автор запропонував структуру і зміст моделі загальної фізичної освіти в частині змістової, організаційної та операційної складових навчально-пізнавальної діяльності, які визначають інноваційний підхід до реалізації навчального процесу в умовах євроінтеграції освітніх систем та інформатизації освіти. З 2001 р. ці ідеї впроваджуються у вищих навчальних закладах I—IV рівнів акредитації за участю аспірантів, докторантів, здобувачів.

## Наукова школа
Володимир Сергієнко став засновником наукової школи «Теоретико-методичні засади навчання природничо-математичних дисциплін в умовах цифрової трансформації освіти». Під його керівництвом захищено 9 докторських та 12 кандидатських дисертацій.
Науковий керівник володаря гранту Президента України для обдарованої молоді, переможців Всеукраїнських конкурсів студентських наукових робіт і володаря премії Київського міського голови, керує магістерськими роботами. Заступник голови спеціалізованої вченої ради із захисту докторських дисертацій (2007—2012 рр.), член спеціалізованих вчених рад.
Захищені доктори педагогічних наук:
- Сидорчук Людмила Андріївна (2012)
- Войтович Ігор Станіславович (2013)
- Скиба Юрій Андрійович (2014)
- Сліпухіна Ірина Андріївна (2015)
- Гаврілова Людмила Гаврилівна [Архівовано 26 березня 2017 у Wayback Machine.] (2015)
- Ковальчук Галина Олександрівна [Архівовано 26 березня 2017 у Wayback Machine.] (2016)
- Романенко (Бодненко) Тетяна Василівна [Архівовано 2 вересня 2019 у Wayback Machine.] (2017)
- Войтович Оксана Петрівна (2018) [Архівовано 31 січня 2019 у Wayback Machine.]
- Гриценко Андрій Петрович (2021)

Захищені кандидати педагогічних наук:
- Матвєєва (Скубій) Тетяна Вадимівна [Архівовано 2 вересня 2019 у Wayback Machine.] (2010)
- Збаравська Леся Юріївна (2010)
- Дембіцька Софія Віталівна [Архівовано 8 вересня 2014 у Wayback Machine.] (2011)
- Кашина Ганна Сергіївна (2012)
- Кухар Людмила Олександрівна (2014)
- М'ястковська Марина Олександрівна (2014)
- Хоружий Костянтин Сергійович (2015)
- Микитенко Павло Васильович (2016)
- Матвійчук Олексій Васильович (2016)
- Павлюченко Лариса Сергіївна [Архівовано 2 вересня 2019 у Wayback Machine.] (2016)
- Макаренко Олена Леонідівна (2017)
- Рибченко-Кесер Тетяна Миколаївна (2021)[12].

Один із організаторів понад 30 міжнародних і всеукраїнських форумів і конференцій, семінарів тренінгів. Учасник понад 100 Міжнародних та інших форумів, конференцій, семінарів. Найзначущі з них: I—IX Всеукраїнські конференції «Фундаментальна та професійна підготовка фахівців з фізики» (1992—2004 рр.); Перші Міжнародні Драгоманівські читання (2003 р.); Всеукраїнська науково-методична конференція «Проблеми фізико-математичної і технічної освіти і науки України в контексті євроінтеграції» (2006 р.); Міжнародна конференція «Освітні вимірювання в інформаційному суспільстві» (травень 2010 р.); IV—V Міжнародна конференція «Науково-методичні засади управління якістю освіти у вищих навчальних закладах» (2011, 2013 рр.); Міжнародний форум фахівців з освітніх вимірювань (2012 р.); I—IV Міжнародні літні школи з освітніх вимірювань (Форос, АР Крим, 2009—2012 рр.); VI Міжнародна науково-практична конференція «Сучасна післядипломна освіта: традиції та інновації» та ІІ Всеукраїнська науково-
практична конференція «Модернізація змісту освіти і науки в Україні: неформальна освіта для дорослих» (2016); Міжнародна науково-практична конференція «Актуальні проблеми неперервної освіти в інформаційному суспільстві» (2020); Міжнародна науково-практична конференція «Світові освітні тренди: створення творчого середовища STEAM — навчання» (2021); Міжнародна науково-практична конференція «Світові освітні тренди: навчання впродовж життя в інформаційному суспільстві» (2024).
Виступив з доповідями на багатьох міжнародних, всесоюзних та всеукраїнських наукових та науково-методичних конференціях. Рецензував низку навчальних посібників та дисертацій, виступав офіційним опонентом на захисті дисертацій. Виступив з доповідями і лекціями у Пряшівському університеті (Словаччина, 2008 р.), Малардаленському (Швеція, 2009 р.), Гельсінському технологічному (Фінляндія, 2010 р.), Кельнському (Німеччина, 2011 р.), Римському університеті «La Sapienca» (Італія, 2011 р., 2012 р.).

### Наукові публікації
Видання з грифом «Рекомендовано МОН України»
- Сергієнко В. П. Курс фізики: навч. посіб. для слухачів підготовчих відділень вищих навч. закл. — К.: Майстер — клас, 2006. — 368 с;
- Скубій Т. В., Сергієнко В. П. Розв'язування задач з електростатики: посіб. для студ. вищ. навч. закл. — К.: Політехніка. 2005. — 132 с;
- Шут М. І., Сергієнко В. П. Науково-дослідна робота з фізики в середніх і вищих навчальних закладах: навч. посіб. — К. Шкільний світ, 2004.- 128 с;
- Дідович М. М., Пастушенко С. М., Сергієнко В. П. Розв'язування задач з фізики: Навч. Посібник.-К: Діал, 2004. — 180 с;
- Демонстраційний експеримент з фізики: навч. посіб. /М. І. Шут, В. Ю. Биков, В. П. Сергієнко та ін. / За заг. ред. М. І. Шута, В. Ю. Бикова. — К.: НПУ, 2003. — 237 с;
- Сергієнко В. П., Шут М. І. МАН: Підготовка науково-дослідних проектів: навч. посіб. — К.: Ред. загальнопед. газ., 2005. — 128 с. — (Б — ка «Шк. світу»).
- Дембіцька С. В., Сергієнко В. П., Яблочніков С. Л. Фізика та основи астрономії для студентів коледжів. Практичний курс: навч. посіб. — Вінниця: ТОВ Планер. — 2008. — 179 с;
- Сергієнко В. П., Садовий М. І., Трифонова О. М. Фізика: підручник для слухачів підготовчих курсів. — Кіровоград: ПП «Екслюзив — Систем», 2008. — 698 с.;
- Бугайов О. І. Фізика: підруч. для 10 кл. загальноосвіт. навч. закл. (рівень стандарту) / О. І. Бугайов, М. В. Головко, В. П. Сергієнко. — К.: Педагогічна думка, 2008. — 228 с.
- Сергієнко В. П., Садовий М. І. та ін. Методика і техніка експерименту з оптики: навч. посіб. — Луцьк: Волиньполіграф, 2011. — 292 с. та ін.
- Сергієнко В. П. Архітектура інформаційних систем Навчальний посібник (з грифом МОНМСУ) [2-е вид.] / Войтович І. С., Малежик М. П., Сергієнко В. П. –Рівне: СПД О.Зень, 2011—322 с.
- Лабораторні роботи з обладнанням PHYWE. Фізика. 8 клас. Навчально-методичний

посібник. / Горбачук І. Т., Сергієнко В. П., Войтович І. С., Падалка О. С., Працьовитий М. В., Олефіренко Т. О., Левтік М. М. — К.: РВВ НПУ,
2012. — 144 с.
- Лабораторні роботи з обладнанням PHYWE. Фізика. 7 клас. Навчально-методичний посібник. / Горбачук І. Т., Сергієнко В. П., Войтович І. С., Падалка О. С., Працьовитий М. В., Олефіренко Т. О., Зінчук В. М. — К.: Вид-во НПУ, 2012. — 106 с.
- Сільвестров Д. С., Сергієнко В. П. та ін. Підготовка фахівців з освітніх вимірювань в Україні: Навчально-методичний комплекс. — Ніжин: Видавець ПП Лисенко М. М., 2012 р. — Частина 1. — 364 с.;
- Сільвестров Д. С., Сергієнко В. П. та ін. Підготовка фахівців з освітніх вимірювань в Україні: Навчально-методичний комплекс. — Ніжин: Видавець ПП Лисенко М. М., 2012 р. — Частина II. — 400 с. та ін.
- Сергієнко В. П. Науково-дослідна робота з інформатики у середніх та позашкільних навчальних закладах. Навчально-методичний посібник [для учнів загальноосвіт. навч. закл. та вчителів] / Сергієнко В. П., Войтович І. С. — Київ: МАНУ, 2013. — 58 с.

## Відзнаки та нагороди
Нагороджений знаком «Відмінник освіти України» (2004), Почесною Грамотою Міністерства народної освіти УРСР (1987), Грамотою МОН України (2010) Почесною Грамотою Президії АПН України (2006), Подякою міського голови О. О. Омельченка (2005), орденом Святого Рівноапостольного князя Володимира Великого III ступеня (2009), орденом Геродота Галікарнаського (2009), Почесними відзнаками срібною і золотою медалями «М. П. Драгоманов 1841—1895 рр.» (2009, 2014), медаллю НАПН України «Костянтин Ушинський» (2014), присвоєне почесне звання «Заслужений працівник освіти України» (2014), подяками і грамотами університету та інших установ і організацій..

## Публікації
Опубліковано понад 300 наукових праць з проблем експериментальної фізики та методики її навчання, використання інформаційних технологій та освітніх вимірювань з них одна монографія, 45 підручників, навчальних та методичних
посібників, 185 статей тощо. Автор 30 навчальних програм для студентів фізико-математичних та інформатичних спеціальностей. Розробник стандарту вищої освіти для магістрів з освітніх вимірювань, навчальних матеріалів популярного в учнів України сайту «».

## Родина
Одружений. Разом з дружиною Тетяною Пилипівною (в дівоцтві Кужелко), яка також походить із Брусилова, виростив двох доньок: Наталію і Катерину. Має троє онуків: Андрія, Мирона та Анжеліку.